# Montescourt-Lizerolles
Montescourt-Lizerolles é uma comuna francesa na região administrativa de Altos da França, no departamento de Aisne. Estende-se por uma área de 6,29 km². Em 2010 a comuna tinha 1 660 habitantes (densidade: 263,9 hab./km²).